# Мурасэ, Кокомо
Кокомо Мурасэ (яп. 村瀬心椛; род. 7 ноября 2004, Гифу) ― японская сноубордистка, выступающая в соревнованиях по слоупстайлу и биг-эйру. Бронзовый призёр зимних Олимпийских игр 2022 года в Пекине в биг-эйре. Чемпионка мира 2025 года в биг-эйре и серебряный призёр чемпионата мира 2025 года в слоупстайле. 

## Биография
Родилась 7 ноября 2004 года в городе Гифу (префектура Гифу, Япония).
Сноубордом начала заниматься в возрасте четырех лет, так-как её родители любили сноуборд. Когда она училась в 5-м классе начальной школы, заняла 2-е место в слоупстайле 2015 года «33rd JSBA All Japan Snowboard Championship».
В 2018 году выиграла 24-й Всеяпонский лыжный чемпионат по сноуборду в слоупстайле. В августе того же года выиграла чемпионат мира среди юниоров по слоупстайлу и биг-эйру на официальном турнире Международной федерации лыжного спорта в Кардроне (Новая Зеландия).
В 2021 году она одержала свою первую победу на первом этапе Кубка мира FIS по сноуборду Big Air, прошедшего в октябре в Швейцарии, и Кубка мира FIS по сноуборду, прошедшего в 2 января 2022 года в Калгари (Канада).

### Зимние Олимпийские игры 2022 года
В феврале 2022 года Мурасэ стала самой молодой японской спортсменкой, впервые принявшим участие в зимних Олимпийских играх.
Она участвовала в соревнованиях по слоупстайлу и биг-эйру по сноуборду и вышла в финал в женском слоупстайле, но осталась на уровне 49,05 балла и заняла 10-е место. На турнире по биг-эйру 15 февраля она вышла в финал, заняв 2-е место в квалификации, а в финале набрала 80,00 балла в первый раз и 91,50 балла во второй раз, выиграв бронзовую медаль с общим результатом 171,50 балла.
В возрасте 17 лет и 3 месяца Мурасэ стала самым молодым призёром зимних Олимпийских игр среди японских олимпийцев, побив рекорд Мао Асада (19 лет и 5 месяцев).
В 2025 году на чемпионате мира в Швейцарии стала серебряной призёркой в слоупстайле. В биг-эйре завоевала золотую медаль. 